# Andronik III. Trapezuntski
Andronik III. (Ανδρόνικος Γ΄ Μέγας Κομνηνός, Andronikos III Megas Komnēnos) bio je trapezuntski car. Znan je i kao Andronik Veliki Komnen.
Nije nam poznato kada je rođen.
Njegovi su roditelji bili Aleksije II., trapezuntski car i carica Djiadjak Jaqeli.
Andronik je naslijedio svog oca te je vladao 15 mjeseci.
Moguće je da je ovaj car bio nazvan po svom pretku Androniku I. Komnenu.
Čim je postao car, Andronik je dao ubiti svoju braću Mihaela i Đuru. Njegov je drugi brat bio Bazilije; on je pobjegao u Konstantinopol. Andronik je bio i brat Ane, koja je poslije zavladala, kao i unuk Eudokije.
Nije poznato tko je bila Andronikova partnerica. Moguće je da se nisu vjenčali. Ono što se zna je da je Andronik dobio sina Manuela; maleni je dječak naslijedio oca. Maleni Manuel, potpuno nevin, ubijen je, najvjerojatnije po zapovijedi svog strica Bazilija.